# 刈払機取扱作業者
刈払機取扱作業者（かりはらいきとりあつかいさぎょうしゃ）とは、刈払機取扱作業者安全衛生教育を修了した者。

## 概要
刈払機作業の安全を確保し、かつ、刈払機取扱作業者に対する振動障害を防止すること等を目的としている。また、これを修了していないと、国、地方公共団体等発注の道路維持委託業務、河川維持委託業務等の刈払い作業を請負うことはできない。
なお、この資格が必要となるのは、対価を受け取る業務として以上の作業を請け負う場合であり、たとえば農家などが個人の敷地内の雑草を刈るような場合は、この資格を有していなくても刈払機を使った作業はできるが、点検・整備方法や振動障害に関する講習もあり、資格を有することが望ましい。

## 受講資格
- なし。(講習機関によっては、18歳以下の人は、保護者の同意書を提出していないと受講不可。）

## 安全衛生教育
- 事業所又は教育機関のいずれかにより行う講習
- 各テキスト及び時間帯、修了証の配布方法は、講習機関により違う。
- 告示で規定された履修時間は6時間（以上）となっている。

### 講習時間割(コベルコ教習所の場合)
8:30～9:30　　 刈払機に関する知識(学科）
9:40～10:40　　刈払機を使用する作業に関する知識(学科）
10:50～11:20 　刈払機の点検及び整備に関する知識(学科）
11:20～11:50　振動障害及びその予防に関する知識(学科）
11:50～12:35　昼休み
12:35～13:35　振動障害及びその予防に関する知識(学科）
13:45～14:15　振動障害及びその予防に関する知識(学科）
14:25～14:55　関係法令(学科)
14:55～15:55　刈払機での作業等(実技）
*担当講師によっては、実技練習は、刈払機に一切触ったことがない受講生優先になる。

## 使用できるもの
- 刈払機